# Bermudas Davis Cup-lag
Bermudas Davis Cup-lag styrs av Bermuda lawntennisförbund och representerar Bermuda i tennisturneringen Davis Cup, tidigare International Lawn Tennis Challenge. Bermuda debuterade i sammanhanget 1995 och har bland annat slutat åtta i Grupp III.